# Rhabdomyces lobjoyi
Rhabdomyces lobjoyi är en svampart som beskrevs av Balbiani 1889. Rhabdomyces lobjoyi ingår i släktet Rhabdomyces, divisionen sporsäcksvampar och riket svampar.   Inga underarter finns listade i Catalogue of Life.